# Van der Graaf Generator
Van der Graaf Generator je anglická rocková skupina, pojmenována po fyzikálním přístroji na vytváření statické elektřiny (název však obsahuje dvě chyby, správné pojmenování přístroje v angličtině zní „van de Graaff generator“).

## Charakteristické rysy
Jejich hudba bývá řazena do oblasti art-rocku nebo progresivního rocku, avšak nahrávky se vyznačují poněkud temnější atmosférou než alba jejich žánrových souputníků. Přední osobností skupiny je neodmyslitelně zpěvák, textař a výhradní autor repertoiru Peter Hammill, důležitou úlohu měl také saxofonista David Jackson, jehož elektricky modifikované nástroje vytvářely typický zvuk skupiny.

## Historie

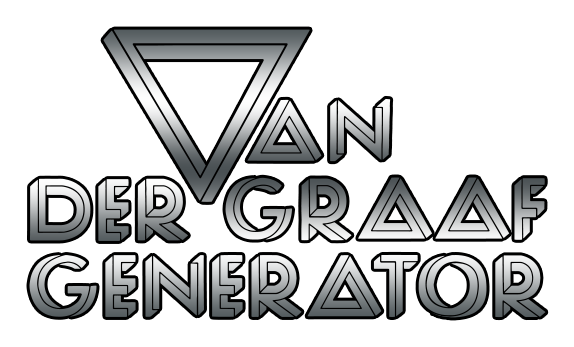
Logo kapely

Kapela byla založena roku 1967, byla aktivní do roku 1972 a pak po tříleté přestávce (způsobené slabou podporou ze strany nahrávací společnosti) mezi léty 1975-1978. Následně se Peter Hamill vydal na sólovou dráhu. K dalšímu obnovení Van der Graaf Generatoru došlo až roku 2005. V září 2006 byl ohlášen odchod Davida Jacksona ze skupiny a ta od té doby hraje jako trio.

## Složení
Současní členové

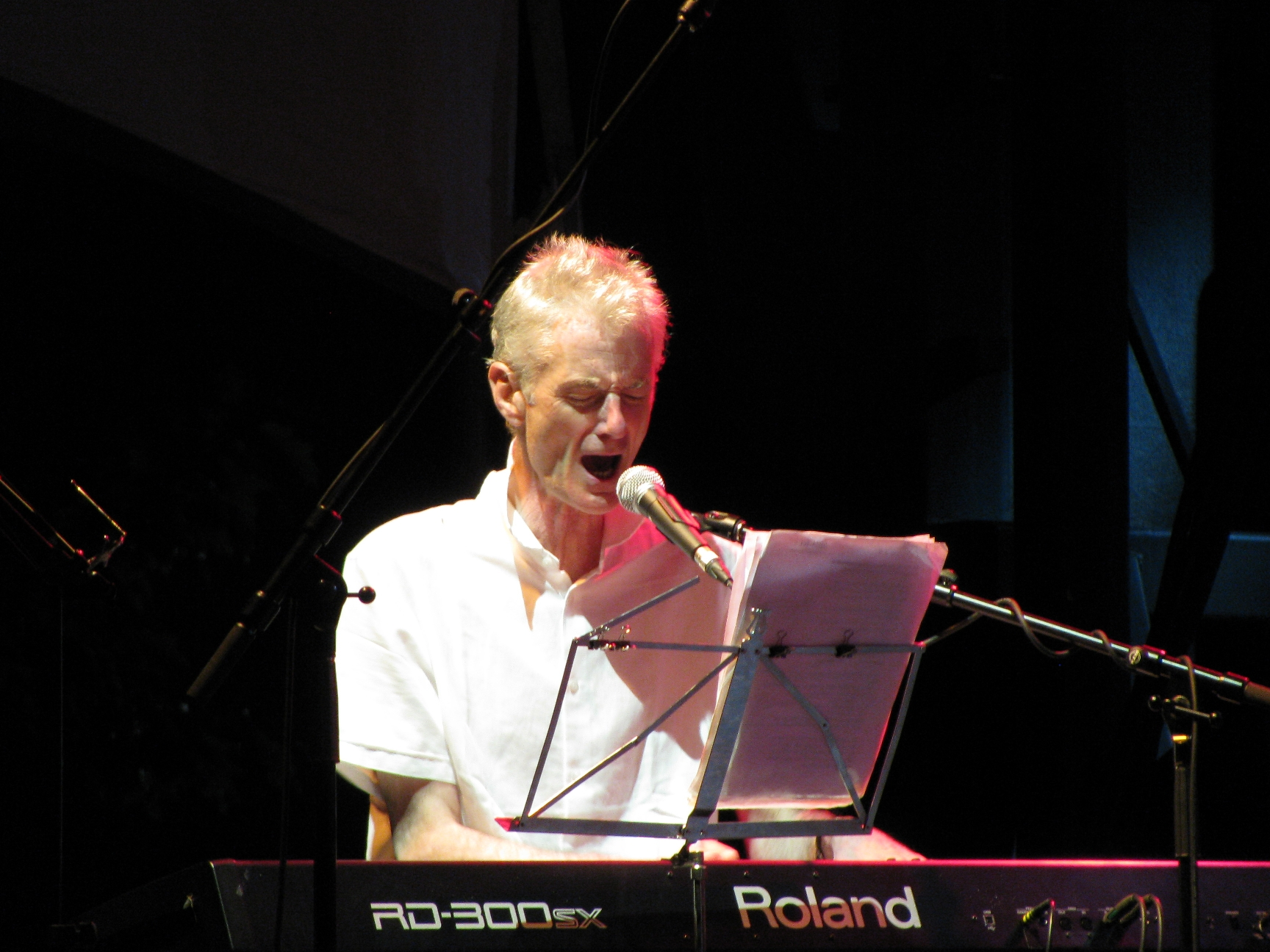
Peter Hammill

- Peter Hammill – kytara, klavír, klávesy, zpěv (1967–1972, 1975–1978, 2005–dosud)
- Hugh Banton – varhany, baskytara (1968–1972, 1975–1976, 2005–dosud)
- Guy Evans – bicí (1968–1972, 1975–1978, 2005–dosud)

Dřívější členové
- Chris Judge Smith – bicí, zpěv (1967–1968)
- Nick Pearne – varhany (1967–1968)
- Keith Ellis – baskytara (1968–1969)
- Nic Potter – baskytara (1969–1970, 1977–1978)
- David Jackson – saxofon, flétna (1969–1972, 1975–1977, 1978, 2005–2006)
- Graham Smith – housle (1977–1978)
- Charles Dickie – violoncello (1978)

## Diskografie

### Studiová alba
- The Aerosol Grey Machine (1969)
- The Least We Can Do Is Wave to Each Other (1970)
- H to He, Who Am the Only One (1970)
- Pawn Hearts (1971)
- Godbluff (1975)
- Still Life (1976)
- World Record (1976)
- The Quiet Zone/The Pleasure Dome (1977)
- Time Vaults (1982)
- Present (2005)
- Trisector (2008)
- A Grounding in Numbers (2011)
- ALT (2012)
- Do Not Disturb (2016)

### Koncertní alba
- Vital, 1978
- Maida Vale (BBC sessions), 1994
- Real Time: Royal Festival Hall, 2007
- Live at the Paradiso, 2009